# Метростанция „Мусагеница“
Метростанция „Мусагеница“ е станция на Софийското метро. Станцията се обслужва от линии М1 и М4 и е въведена в експлоатация на 8 май 2009 г.

## Местоположение
Станция „Мусагеница“ е разположена на бул. „Проф. Марко Семов“ на метромоста към бул. „Андрей Сахаров“. Тя е с един вестибюл, чийто подход е от улицата под моста и един вход/изход, разположен на ул. „Въртопо“. От тротоара под метростанцията са осигурени два подлеза, извеждащи на моста.
| № | Име на вход/изход | Достъпност |
| - | ----------------- | ---------- |
| 1 | ул. Въртопо       | наземен    |

## Архитектурно оформление
Архитекти на станцията са Елена Пактиавал, Фарид Пактиавал и инж. арх. Румяна Костадинова. Тя е изцяло надземна с дължина на перона 105 m, с един вестибюл, чийто подход е от улицата под моста. Станцията е с предварително фиксирани функционални схеми и размери, които са обусловени от вече изградения мост. Станцията представлява компактен по форма цилиндър с елипсовидно сечение, плавно издут в централната уширена зона на комуникациите.
Изпълнена в нетрадиционен за метростанции стил, чийто овални обеми, ажурна конструкция, свежи цветове и материали, създават ефект на лекота. Динамичното редуване на плътни и прозрачни полета подчертава движението, а комбинацията от прозрачно синьо и жълто в интериора символизират небе и слънце, въздух и светлина.
Отвън фасадата представлява прозрачен синьозелен тубус, обхванат от плътни сребристи пръстени. Покрита е с поликарбонат с ултравиолетова защита и различна степен на прозрачност, двустранна алуминиева обшивка от еталбонд с изолация, осветителни тела с фасетирани рефлектори, за да предпази пътниците от летните жеги и парниковия ефект.
Станцията е отличена с Голямата награда в раздел „Строителен проект с изключителна обществена значимост“ в конкурса за най-красива сграда на 2009 г. на в. „Строителство Градът“.